# Daboré
Daboré est une localité rurale du district de Gôh-Djiboua en Côte d'Ivoire située sur l'axe Divo-Lakota,. Administrativement rattachée au secteur communal de Divo, elle se trouve dans la région du Lôh-Djiboua.